# جوجوتسو كايسن 0
جوجوتسو كايسن الفيلم 0 (باليابانية: 劇場版 呪術廻戦 0) هو فيلم أنمي مقتبس من سلسلة المانغا جوجوتسو كايسن من تأليف غيغي أكوتامي. الفيلم من إخراج Park Seong-Hu، ومن إنتاج أستوديو مابا، وعرض الفيلم عالميا في 16 مارس 2022، وقد سبق وتم عرضه في صالات السينما اليابانية في 24 ديسمبر 2021، وفي أقل من نصف سنة وصلت إيرادات الفيلم أكثر من 650$ مليون دولار .